# Aicurzio
Aicurzio là một đô thị ở tỉnh Monza và Brianza ở vùng Lombardia, khoảng 25 km về phía đông bắc của Milano. Đến thời điểm 31 tháng 12 năm 2004,dân số đô thị này là 2.010 người, diện tích là 2.5 km².
Aicurzio giáp các đô thị: Verderio Inferiore, Bernareggio, Sulbiate.